# Tiêu Minh
Tiêu Minh (蕭明, tiếng Anh: Siu Ming, sinh năm 1914 - mất ngày 15 tháng 9 năm 1986) từng là ông trùm trong lĩnh vực dịch vụ tang lễ, nhà từ thiện tại Hồng Kông, từng là chủ sở hữu của nhà tang lễ Hong Kong Funeral Home, còn được gọi là Ông vua dịch vụ lễ tang Hồng Kông (香港殯儀大王).

## Tiểu sử
Gia đình họ Tiêu nguyên quán ở thị trấn Thạch Bài (石排鎮), Đông Hoản, tỉnh Quảng Đông, Trung Quốc. Ông nội của Tiêu Minh đã mở cửa hiệu Phúc Thọ Trường Sinh (cửa hàng quan tài) sớm nhất Hồng Kông. Cha của Tiêu Minh chịu trách nhiệm kinh doanh tại chi nhánh. Người cha mất năm 1932, từ đó ông kế nhiệm quản lý cửa hiệu Phúc Thọ.
Năm 1950, ông mua lại nhà tang lễ Hồng Kông rồi xây dựng nhà tang lễ mới vào năm 1966. Năm 1959 cùng với những người khác lập ra nhà tang lễ Cửu Long, Hồng Kông (九龍殯儀館).
Năm 1970, ông cũng mua lại nhà tang lễ Vạn Quốc (萬國殯儀館) do đó độc quyền ngành công nghiệp tang lễ ở Hồng Kông. Năm 1971, ông cho thuê tầng 5 của nhà tang lễ Vạn Quốc để bệnh viện Đông Hoa (東華三院) kinh doanh phi lợi nhuận làm nhà tang lễ bệnh viện. Ông cũng từng đảm nhiệm chức chủ tịch tổ chức từ thiện Chung Thanh (鐘聲慈善社) và giám đốc bệnh viện Đông Hoa.
Ngày 1 tháng 2 năm 1979 lúc 4:45 chiều, Tiêu Minh đã bị hai người bịt mặt bắt cóc khi vừa ra khỏi nhà tang lễ Cửu Long. Cảnh sát tìm thấy chiếc xe của đối tượng trên đường cao tốc Thuyên Cẩm (荃錦公路, Route Twisk) khoảng nửa giờ sau đó, nghi phạm đã trốn thoát và cảnh sát giải cứu được Tiêu Minh. Cảnh sát đã bắt giữ kẻ chủ mưu đằng sau hiện trường lúc 8 giờ tối tại North Point tối hôm đó, và kẻ chủ mưu là em trai ruột Tiêu Bỉnh Diệu (蕭炳耀), nghi vấn bắt cóc anh trai để tống tiền. Ngày 25 tháng 7 cùng năm, bồi thẩm đoàn Toà án tối cao Hồng Kông ra phán quyết với kết quả 5 trên 2 phiếu không kết án, được phóng thích tại toà. Tiêu Minh sau khi biết chủ mưu chính là em trai ruột đã chịu cú sốc lớn về tinh thần.
Năm 1986, Tiêu Minh bị chứng phình mạch, được đưa sang San Francisco, Hoa Kỳ để phẫu thuật, nhưng ca phẫu thuật không thành công, ông qua đời vì bệnh tim, hưởng thọ 72 tuổi.

## Gia đình
- Vợ: Tăng Phụng Quần (曾鳳群)
- Trưởng nam: Tiêu Bách Thành (蕭百成) đã ly dị với Hà Siêu Anh (何超英), con gái của tỷ phú Hà Hồng Sân năm 1982. Qua đời năm 2011.
- Thứ nam: Tiêu Chí Thành (蕭志成), nay là Tổng giám đốc nhà tang lễ Hồng Kông.

## Tưởng niệm
- Trường trung học Công giáo Dòng Nữ Salêdiêng Don Bosco Tiêu Minh (Daughters of Mary Help of Christians Siu Ming Catholic Secondary School) được thành lập bởi sự đóng góp của Tiêu Minh ở Quỳ Dũng, Tân Giới.
- Trường trung học Salesians of Don Bosco Ng Siu Mui bên trong Bảo tàng khoa học Tiêu Minh.